# Dodrac
Dodrac (en francès Doudrac) és un municipi francès situat al departament d'Òlt i Garona i a la regió de la Nova Aquitània.

## Demografia
| 1962                                       | 1968 | 1975 | 1982 | 1990 | 1999 | 2007 | 2016 |
| ------------------------------------------ | ---- | ---- | ---- | ---- | ---- | ---- | ---- |
| 109                                        | 115  | 103  | 81   | 97   | 101  | 92   | 83   |
| Des de 1962: població sense dobles comptes |      |      |      |      |      |      |      |

## Administració
| Període   | Identitat         | Partit   |
| --------- | ----------------- | -------- |
| 2001-2014 | Hubert Boulitreau |          |
| 2014-     | Jacques Bodin     | esquerra |